# Adam & Eve (azienda)

Logo

Adam & Eve è una società conglomerata americana che vende prodotti per adulti tramite e-commerce. Nel 2004 è stato il più grande distributore di e-commerce di preservativi, giocattoli sessuali ed erotici negli Stati Uniti.  La sua società madre, PHE Inc., è il più grande datore di lavoro privato a Hillsborough, nella Carolina del Nord, dove si trova la sua sede centrale.  L'azienda finanzia organizzazioni di marketing sociale senza scopo di lucro che affrontano questioni come la crescita della popolazione, il controllo delle malattie e l'educazione sessuale nei paesi in via di sviluppo.

## Fondazione
L'azienda è stata fondata nel 1970 dai medici Tim Black e Phil Harvey. All'inizio era un piccolo negozio a Chapel Hill, Carolina del Nord, che vendeva preservativi e lubrificanti. Ben presto divenne un catalogo per corrispondenza che vendeva contraccettivi attraverso canali non medici.
Dopo essersi laureati presso la School of Public Health dell'Università della Carolina del Nord, Tim e Phil hanno concepito l'azienda per finanziare un'organizzazione senza scopo di lucro per utilizzare i profitti per finanziare programmi di pianificazione familiare nei paesi in via di sviluppo.
Con una borsa di studio della Ford Foundation, hanno escogitato un piano per utilizzare il marketing sociale negli Stati Uniti e, con il consenso dell'università, hanno iniziato a scrivere un testo pubblicitario spiritoso ("What will you get her this Christmas -- pregnant?") e pubblicizzare preservativi nella posta e in 300 dei più grandi giornali universitari degli Stati Uniti.
Sebbene la vendita di preservativi per posta violasse il Comstock Act (non annullato nella sua interezza fino al 1972), sapevano che la legge veniva applicata raramente. Cominciarono a vedere un profitto, affermando: "Il mercato dei preservativi per corrispondenza era semplicemente seduto lì ad aspettare qualcuno", ricorda Harvey.

## Filantropia

### Popolazione Servizi Internazionale
Con l'azienda in pareggio di bilancio, i partner si sono chiesti se l'attività dei preservativi potesse creare un profitto sufficiente per finanziare progetti di marketing sociale all'estero e, in caso positivo, avrebbero intrapreso la vendita in proprio. Pertanto, Tim Black e Phil Harvey lanciarono Population Services International (PSI) e nel 1975 hanno iniziato programmi di marketing del preservativo in Bangladesh e Kenya.
Sebbene Harvey abbia lasciato la sua posizione di direttore alla fine degli anni '70, PSI vende ancora prodotti contraccettivi e sanitari in oltre 60 paesi ed è prominente nella pianificazione familiare internazionale.

### DKT Internazionale
Alla fine degli anni '70, Harvey si è concentrato maggiormente sulla gestione di Adam & Eve, ma nel 1989 ha anche lanciato DKT International (DKT), un'organizzazione che promuove la pianificazione familiare e la prevenzione dell'HIV / AIDS in Africa, Asia e America Latina. Gran parte delle sue entrate deriva dalle sue vendite di contraccettivi a basso costo, ma Adam & Eve dona anche oltre il 25% dei suoi profitti.
Mentre i suoi programmi più grandi attingono finanziamenti da agenzie governative e fondazioni, i suoi finanziamenti privati gli consentono una maggiore libertà. Le sue strategie di social marketing hanno incluso la pubblicità, la creazione di marchi specifici per località, il lavoro con i social network e le forze armate locali e il targeting di gruppi ad alto rischio.

## Descrizione della società
Insieme al marchio di giocattoli erotici di Adam & Eve, l'azienda offre una varietà di articoli per uomini, donne e coppie. Nel 2004 ha iniziato il franchising dei suoi negozi negli Stati Uniti ed al 2022 si contano oltre 100 negozi. Nel 2009, l'azienda ha donato fondi alla Free Speech Coalition. Nel 2019 ha acquisito Excite Group, il più grande rivenditore online di contenuti per adulti d'Australia.
Nell'ambito della produzione di film pornografici, la società ha messo sotto contratto negli anni diverse star del settore: Juli Ashton, Mari Possa, Austyn Moore, Carmen Luvana, Ava Rose, Sophia Lynn, Bree Olson, Kayden Kross, Alexis Ford e Teagan Presley.